# Ben Sheaf
Benjamin David Sheaf (ur. 5 lutego 1998 w Dartford) – angielski piłkarz występujący na pozycji pomocnika w angielskim klubie Coventry City. Wychowanek West Hamu United, w trakcie swojej kariery grał także w takich zespołach jak Arsenal, Stevenage oraz Doncaster Rovers. Młodzieżowy reprezentant Anglii.